# Wilmar Santin
Wilmar Santin OCarm (* 21. Oktober 1952 in Nova Londrina) ist ein brasilianischer Ordensgeistlicher und Prälat von Itaituba.

## Leben
Wilmar Santin trat der Ordensgemeinschaft der Karmeliten bei, legte am 2. Februar 1973 die Profess ab und empfing am 8. Dezember 1979 die Priesterweihe.
Papst Benedikt XVI. ernannte ihn am 8. Dezember 2010 zum Prälaten von Itaituba. Die Bischofsweihe spendete ihm der Alterzbischof von Curitiba, Pedro Antônio Marchetti Fedalto, am 19. März des nächsten Jahres; Mitkonsekratoren waren Paulo Cardoso da Silva OCarm, Bischof von Petrolina, und Edson Taschetto Damian, Bischof von São Gabriel da Cachoeira. Die Amtseinführung in Itaituba fand am 10. April 2011 statt.